# دینر دش
دینر دش (به انگلیسی: Diner Dash) یک بازی ویدیویی استراتژی و مدیریت زمان است که توسط گیم‌لب توسعه داده شد و توسط پلی‌فرست منتشر شد. این بازی بعدها توسط گلو موبایل خریداری شد. دینر دش یکی از پرفروش‌ترین بازی‌های قابل دانلود در تمام دوران بود، که در پلتفرم‌های مختلفی مانند رایانهٔ شخصی، مک، کنسول‌ها و موبایل موجود بود.